# پایانه غرب تهران

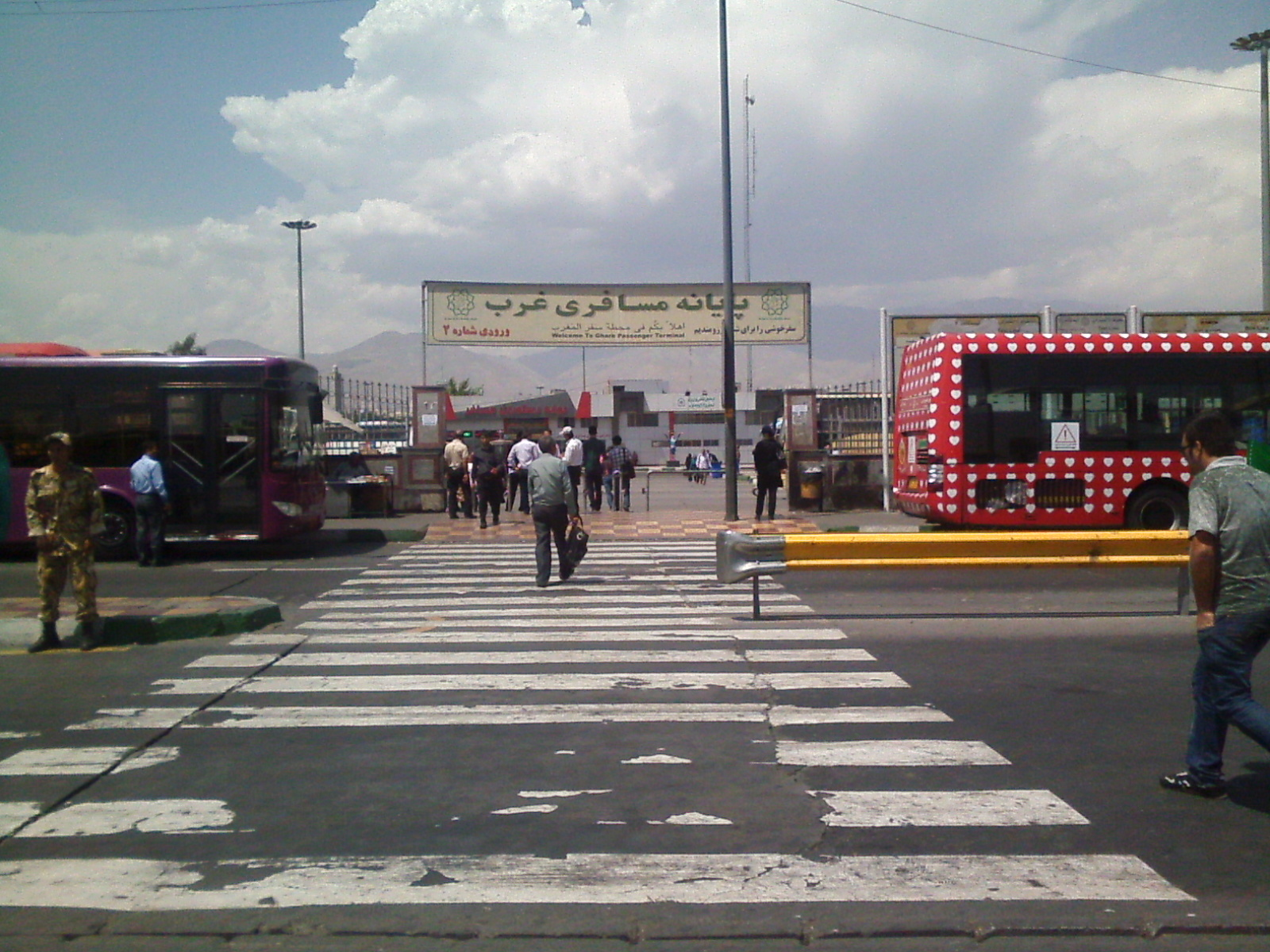
ورودی ترمینال غرب

پایانه مسافربری غرب تهران یا ترمینال غرب تهران یا ترمینال آزادی ترمینالی است در باختر تهران و در ضلع شمال غربی میدان آزادی  و در ابتدای بزرگراه مخصوص کرج قرار گرفته که رفت و آمد مسافران بین تهران و شهرهای شمال غربی و غربی و شمالی ایران از آنجا صورت می‌گیرد.
ترمینال غرب تهران یکی از ترمینال‌های بزرگ است که بیشتر تعاونی‌های اتوبوسرانی در آنجا نمایندگی دارند و به بیشتر استان های نیمه غربی کشور مانند آذربایجان شرقی، لرستان، زنجان، مازندران، آذربایجان غربی، اردبیل، همدان و گیلان... مقصد سفر دارد و البته به دلیل فراوانی اتوبوس، انواع اتوبوس نیز وجود دارد. (مانند: اسکانیا مدل جدید و قدیم و ولوو b7 قدیم و جدید و مان و ...) همیشه نیز در آنجا اتوبوس یافت  می‌شود.